# روب سشوف
روب سشوف (23 مارس 1994 في بلجيكا - ) هو لاعب كرة قدم بلجيكي في مركز الدفاع. شارك مع منتخب بلجيكا تحت 17 سنة لكرة القدم ومنتخب بلجيكا تحت 19 سنة لكرة القدم. أما مع النوادي، فقد لعب مع نادي سينت ترويدن ونادي غينت.

## روابط خارجية
- روب سشوف على موقع الاتحاد البلجيكي (الإنجليزية)
- روب سشوف على موقع قاعدة بيانات كرة القدم.إي يو (الإنجليزية)
- روب سشوف على موقع Soccerway.com (الإنجليزية)
- روب سشوف على موقع AS.com (الإسبانية)